# نادي بهلا
نادي بهلا العماني لكرة القدم هو نادي كرة قدم عماني.
موقع النادي في حي المعمورة في ولاية بهلاء بالمنطقة الداخلية. أكبر انجازات النادي الوصول إلى ربع نهائي كأس جلالة السلطان قابوس. وعلى صعيد الدوري فقد لعب موسم 2006/2007 وهبط إلى الدرجة الثانية (الأولى حالياً). أشهر اللاعبين للنادي هو الأفريقي كوكو سلاما. هو قائد انجاز الصعود للدرجة الثانية ثم الدرجة الأولى في سنتين متتاليتين.

## روابط إضافية
- Official site